# Stelling van Abel
In de complexe analyse is de stelling van Abel een stelling voor machtreeksen, waarin de limiet van de machtreeks wordt gerelateerd aan de som van de coëfficiënten. De stelling is genoemd naar de Noorse wiskundige Niels Henrik Abel.

## Stelling
Zij {\displaystyle (a_{n})} een rij complexe getallen zodat de reeks
{\displaystyle \sum _{i=0}^{\infty }a_{i}}
convergeert, dan geldt voor de machtreeks
{\displaystyle f(x)=\sum _{i=0}^{\infty }a_{i}x^{i}},
dat
{\displaystyle \lim _{x\uparrow 1}f(x)=f(1)=\sum _{i=0}^{\infty }a_{i}},

## Toepassingen
Het nut van de stelling bestaat erin om limieten van machtreeksen te berekenen, bijvoorbeeld voor een Galton–Watson proces.
Voorbeeld
Door termgewijze integratie van de uniform convergente meetkundige reeks
{\displaystyle {1 \over 1+x}=\sum _{k=0}^{\infty }(-x)^{k}}
volgt voor {\displaystyle |x|<1}:
{\displaystyle \int _{0}^{x}{1 \over 1+t}{\rm {d}}t=\sum _{k=0}^{\infty }\int _{0}^{x}(-t)^{k}{\rm {d}}t}
of
{\displaystyle \ln(1+x)=\sum _{k=0}^{\infty }{(-1)^{k}x^{k+1} \over k+1}}
De machtreeks 
{\displaystyle f(x)={\ln(1+x) \over x}=\sum _{k=0}^{\infty }{(-x)^{k} \over k+1}}
is dus convergent voor {\displaystyle |x|<1}, zodat volgens de stelling van Abel:
{\displaystyle \lim _{x\uparrow 1}f(x)=\sum _{k=0}^{\infty }{(-1)^{k} \over k+1}=\ln(2)}

## Omgekeerde stelling
De omgekeerde stelling is niet zonder meer waar, maar de Stelling van Tauber is een soort omgekeerde stelling onder bepaalde voorwaarden. Dit is later verfijnd door Godfrey Harold Hardy en John Littlewood. Dergelijke omgekeerde stellingen zijn nuttig om stellingen over priemgetallen te bewijzen.